# 2SZ19
2SZ19 Mszta–SZ (a Mszta folyó után) önjáró tüzérségi harcjármű, vagy önjáró tarack. Élőerő, objektumok, páncélozott és egyéb harcjárművek, illetve tüzérségi alakulatok mélységi leküzdésére szolgál hadosztály szinten.

## Története
Fejlesztése 1985-ben kezdődött a Ferma projekt név alatt. A Szovjet Hadsereg Védelmi Minisztériumának Rakéta és Tüzérségi Eszközök Főcsoportfőnöksége (GRAU) az 1980-as évek elején adott megbízást a szverdlovszki (ma: Jekatyerinburg) Uráli Közlekedési Gépgyár (UZTrM, ma: Uraltranszmas) tervezőirodájának a 2SZ3-t leváltó új önjáró löveg kifejlesztésére. A tervezés Jurij Tomasov főkonstruktőr irányításával folyt. A fejlesztést az UZTrM tervezőirodája fogta össze, amely a lánctalpas alváz fejlesztéséért és a rendszerintegrációért volt felelős. A tüzérségi rendszer fejlesztését a tulai KBP tervezőiroda, a torony- és lövegmozgató rendszer tervezését a volgográdi OKB–2 tervezőiroda végezte. 1989-ben állították hadrendbe, a nyilvánosság számára 1992-ben mutatták be Zsukovszkijban. Alváza a T–80-as harckocsitól, dízelmotorja a T–72-es harckocsiból származik. Sorozatgyártása a jekatyerinburgi Uraltranszmasnál kezdődött, majd később a baskírföldi Sztyerlitamakban külön üzemet építettek a gyártásra. A taracknak létezik nem önjáró, vontatott változata is, a Mszta–B (GRAU-kódja: 2A65).

## Fegyverzet
Fő fegyverzete a 2A64 jelzésű 152 mm-es hosszú csövű tarackból áll, mely osztott lőszert tüzel. A löveg csőszájfékkel és füstgázelszívóval van felszerelve. Másodlagos fegyverzete egy, a lövegtorony tetején elhelyezett, 12,7 mm-es NSZVT légvédelmi géppuska, melyet a parancsnok távirányítással vezérelhet. Ezen kívül helyet kapott még a torony elülső részén, jobb és bal oldalon 3–3 db ködgránátvető. Az önjáró löveg lőszerjavadalmazása 50 lövedék a tarackhoz és 300 lőszer a géppuskához.

## Lőszerek
Lőszerek széles skálája áll rendelkezésre: HE (nagy romboló erejű), HE–BB (nagy rombolóerejű gázgenerátoros), HE–RA (nagy romboló erejű rakéta-póthajtásos), HE–FRAG (repesz-romboló), gázgenerátoros HE–FRAG, DPICM (kettős célú továbbfejlesztett hagyományos lőszer), HEAT–FS (kumulatív szárnystabilizált páncéltörő), füst, harcászati nukleáris, kémiai, világító, Krasznopol és Krasznopol–M lézerirányítású 152 mm-es lövedék. Illetve a 3RB30 kódjelű zavaró állomást hordozó lövedék, mely becsapódás után rádióinterferenciát hoz létre, hogy zavarja az ellenséges kommunikációt (hatásos lőtávolsága 22 km, frekvencia zavarás 1,5–120 MHz között, 700 méter sugarú körben). A különböző lőtávok elérésére alkalmas hajítótöltetek külön részekben tároltak, kiválasztásuk automatikus, töltésük félautomatikus.

## Működése
A lövegtöltés, irányzás és célmeghatározás magas fokon automatizált, mely lehetővé teszi a 8 lövedék/perces tűzgyorsaságot lövegtoronyban tárolt, illetve 6 lövedék/perces tűzgyorsaságot külsőleg tárolt lőszerek esetében. Nyolc Mszta–SZ járműből álló üteg egy perc alatt 3 tonnányi lövedéket tud kilőni a célpontra, majd percek alatt tovább állni a következő tüzelési ponthoz, elkerülve az esetleges válaszcsapást. Az irányzást vezérlő rendszert ütegben a tűzvezető jármű koordinálja. Minden fedélzeti lőszer a lövegtoronyban van tárolva, egy mobil újratöltő tálca pedig biztosítja a töltést és a tüzelést az irányzás minden szögében, anélkül, hogy a löveget újra a töltő pozícióba kelljen visszaállítani. Egy hajítótöltet-töltő mechanizmus is helyet kapott a toronyban. A rendszer automatikus töltést biztosít a lövedékek, félautomata töltést pedig a hajítótöltetek számára. A lőszertároló konstrukciója lehetővé teszi, hogy különböző lövedékeket tároljanak egyazon tárolókeretben. Az automatikus töltőrendszer választja ki a hajítótölteteket, irányítja a töltést és a lövedékek számát. A használt töltettokok automatikusan kilökődnek, így elkerülve a füstgázok felgyülemlését. A lövegház szorosan zárt, hogy megvédje a személyzetet a löveg hátrasikló részeitől illetve a lőporgáztól. A lövegtorony hátsó részében helyet kapott egy elkülönített lőszertovábbító is, mely lehetővé teszi a külső töltést. Mielőtt az önjáró löveg elindul, a lövedék-továbbítót összecsukják és rögzítik a tornyon, a hajítótöltet-továbbítót pedig összecsukják a toronyban. Mozgás közben a tarack csöve rögzített pozícióban van. Az automata töltés és irányzás manuálisan is elvégezhető áramszünet esetén. 

## Szerkezeti kialakítása
A páncéltest és a torony hegesztett acélszerkezetű, mely védelmet nyújt kézifegyverektől, illetve repeszektől és aknáktól. Az önjáró löveg fel van szerelve tolólappal, hogy előkészíthessen tüzelési pozíciókat illetve, hogy leküzdjön terepakadályokat. Támaszrendszert nem igényel a 2SZ19-es. A toronyban helyet kapott egy AP–18D típusú, 16 kW teljesítményű gázturbinás fedélzeti segédhajtómű, amely (-50-től +50 Celsius-fokig) a motor leállítása után is biztosítja a fedélzeti rendszerek energiaellátását. Az alapfelszerelés tartalmazza a teljes körű nukleáris, biológiai és vegyi védelmet, füstgenerátort, illetve az éjjellátó rendszert a vezető részére.

## Harcászati-műszaki jellemzők
- Hatásos lőtávolság:
  - 25km HE–FRAG
  - 29 km HE–FRAG (gázgenerátoros)
  - 36 km HE–FRAG (rakéta póthajtásos)
- HE–FRAG lövedék tömege:  43,6 kg
- Minimális lőtávolság: 6,5 km
- Emelkedési szög: -4°-tól +68°-ig
- Oldalszög: 360°

## Típusváltozatok
- 1K17 Szzsatyije – Lézeres rendszerrel felszerelt változat, amely elektro-optikai rendszerek leküzdésére alkalmas; a Mszta–SZ alvázát és tornyát használták fel hozzá.
- 2SZ19M1 – Továbbfejlesztett változat, amely alkalmas a GLONASSZ rendszer használatára. 2000-ben rendszeresítették.
- 2SZ19M1–155 – L/52-es 155 mm-es tarackkal felszerelt export változat, 40+ km-es lőtávval. 2006-ban került hadrendbe.
- 2SZ7 Mszta–K –  Gumikerekes változat. A lánctalpas alvázat egy 8×8-as hajtásképletű tehergépkocsi alvázára cserélték. Több prototípus is létezik, többek között egy a KrAZ–CSR–3130-as és kettő az Ural–5323 alvázára épült változat (toronnyal és torony nélkül).
- 2SZ30 Iszety – Továbbfejlesztett változat, csak prototípus.
- 2SZ33 Mszta–SZM – Továbbfejlesztett változat. Harcászati-műszaki paraméterei nem ismertek.
- 2SZ35 Koalicija–SZV – Új tüzérségi rendszer kifejlesztésére irányuló projekt, az orosz szárazföldi erők részére. A prototípus a 2SZ19-es alvázán alapul, egy módosított toronnyal, amelybe 2 egymás fölé helyezett 152 mm-es, automatikus töltővel ellátott löveget helyeztek.